# Adagnesia venusta
Adagnesia venusta är en sjöpungsart som beskrevs av Kott 1985. Adagnesia venusta ingår i släktet Adagnesia och familjen Agneziidae. Inga underarter finns listade i Catalogue of Life.